# Alina Bock
Alina Bock (* 2. November 1984 in Geilenkirchen) ist eine Komikerin und Schauspielerin, die ab 2007 als Popsängerin der Band beFour bekannt wurde. Seit den 2010er Jahren lebt sie in den Vereinigten Staaten.

## Leben und Karriere
Alina Bock stammt aus Zweibrüggen, einem Ortsteil von Übach-Palenberg. 2007 wurde sie durch die Band BeFour bekannt. Bestehend aus Angel Garcia Arjona, Manuela Oeschger, Daniel Möllermann und Bock wurde die Band in Form einer Doku-Soap von Super RTL begleitet. Im Dezember 2010 wurde die Auflösung bekanntgegeben.
Im Juli 2008 veröffentlichte sie als ihre erste Solo-Single mit Christian Petru eine Coverversion von Kleine Taschenlampe brenn’. Die Platte stieg zwei Wochen später auf Platz 39 in den Charts ein. Seit 2012 lebt sie in Los Angeles und bildete sich dort zur Schauspielerin und Komikerin aus. Zusammen mit Kollegen gibt sie regelmäßig kleine Live-Auftritte in der Comedy-Szene und spielt in Filmen mit. Sie erzählt, dass sie bis zur COVID-19-Pandemie auch weitere Nebenjobs angenommen hatte, um ihren Lebensunterhalt zu sichern. Seitdem betreibt Bock Comedy-Kanäle auf TikTok und Instagram mit Content auf Englisch und Deutsch.